# Будинок на вулиці Галицькій, 20 (Львів)
Будинок за адресою вулиця Галицька, 20 у Львові — багатоквартирний житловий чотириповерховий будинок з вбудованим приміщенням комерційного призначення на першому поверсі. Рішенням сесії Львівського облвиконкому № 130 від 26 лютого 1980 року кам'яниця внесена до реєстру пам'яток архітектури місцевого значення під охоронним № 65. Розташований на розі вулиць Галицької та Валової. Від 2015 року частину будівлі займає готель Danylo Inn.

## Історія
Будівництво будинку почалося 1803 року, на місці іншої, старої кам'яниці, яка була збудована 1787 року на місці оборонного рову міста. За невідомих причин власниця старої кам'яниці Маріанна Комарницька руйнує її та починає зводити нову, будівництво якої було завершено 1805 року. У другій половині XIX століття було надбудовано четвертий поверх, замінено дах на вогнетривкий та встановлено пояс дахових віконець.
На початку XX століття в партерних приміщеннях містились:
- бюро «Дому сільського господарства, продукції і торгівлі» графа Томаша Лубенського;
- крамниця «Сувої вишуканих тканин Чернака і Павловського»;
- галантерейна крамниця Фердинанда Гютлера;
- крамниця дитячого одягу «Zsarotka» Анелі Гуперт;
- крамниця модних товарів Отилії Гільфердінг.

В будинку мешкали:
- кравець Фелікс Фелінський;
- скарбовий секрета Едвард Фіш;
- власник фабрики акумуляторів Здзіслав Станецький;
- художник Юрій Віктюк (квартира № 13)[2].

За радянських часів в приміщеннях на першому поверсі містилася велика кількість різних магазинів, в теперішній час приміщення першого поверху орендують кафе та магазини одягу. Другий, третій та четвертий поверхи займає готель Danylo Inn.

## Архітектура

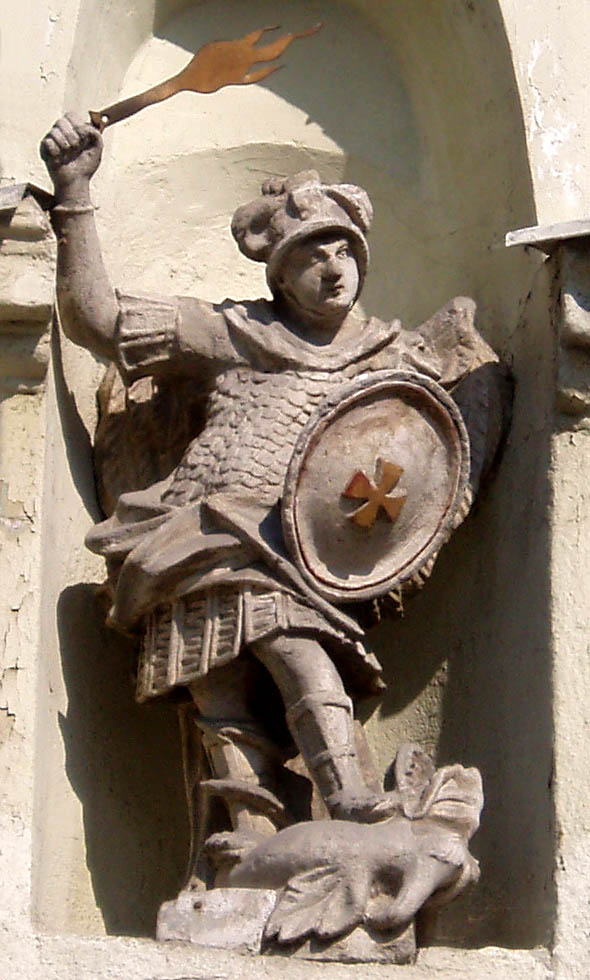
Архистратиг Михаїл

Чотири поверховий будинок, мурований з цегли та тесаного каменю, тинькований. Форма будинку прямокутна, видовжена по вулиці Валовій, з трьома фасадними сторонами. Перший поверх рустований, з розміщеним головним входом на торцьовому фасаді, над головним входом, балкон на трьох консолях з різьбленими головами. Вікна будинку з профільованим обрамуванням на другому поверсі завершені трикутним сандриком, та третьому лінійним. Наріжник від площі Галицької зрізаний, в ніші на рівні другого поверху поміщена фігурка святого архангела Михаїла. Четвертий поверх підкреслений карнизом. Над вхідним порталом будинку зберігся балкон з металевим поруччям, встановлений на консолях з вирізьбленими з каменю людськими головами, роботи Гартмана Вітвера.

## Заклади
Станом на 2019 рік в будівлі знаходяться такі заклади:
- Готель Danylo Inn — відкрився 10 жовтня 2015 року.
- Кальян-бари «Hashtag» та «Hashtag 2.0».
- Кав'ярня «Black Honey».
- Фірмовий магазин «Рошен».